# Spaghettivästern
Spaghettivästern är ett namn på västernfilmer som under 1960- och 1970-talen producerades och regisserades av italienare. Ursprungligen var benämningen pejorativ eftersom de flesta filmerna var lågbudgetproduktioner, men med tiden kom flera spaghettivästernverk att framstå som några av genrens mest betydelsefulla filmer.
Tre personer förknippas starkare än andra med namnet – regissören Sergio Leone, skådespelaren Clint Eastwood och tonsättaren Ennio Morricone. Den mest berömda spaghettifilmen kan sägas vara Den gode, den onde, den fule (1966) där alla tre nämnda medverkade, även om filmen hade en för spaghettivästerns osedvanligt hög budget.
Filmerna spelades ofta in i södra Spanien (ofta i Almería-regionen), södra Italien eller vissa områden i Nordafrika. Spanien hade fördelen att lokala invånare kunde göra inhopp som "mexikaner"[källa behövs]. De ökenlika miljöerna passade bra att avbilda södra USA eller Mexiko.
Förutom de ovan nämnda har namn som Charles Bronson, Lee van Cleef, Terence Hill, Klaus Kinski, Jack Palance, Bud Spencer, Franco Nero, Eli Wallach och Henry Fonda spelat inflytelserika roller inom spaghettivästern.